# Rafael Martín (baloncestista)
Rafael Ricardo Martín Hassan fue un jugador de baloncesto español (nacido el 12 de septiembre de 1914 en Panamá y fallecido el 22 de abril del 2010). Junto con Pedro Alonso Arbeleche, Emilio Alonso Arbeleche, Rafael Ruano, Armando Maunier y Cayetano Ortega jugó el primer partido de la historia de la selección española de baloncesto el 15 de abril de 1935 ante la selección de baloncesto de Portugal. Pertenecía al club América Madrid. Participó en el primer Campeonato Europeo de Baloncesto disputado en Suiza en 1935. En dicho torneo le otorgaron el premio al jugador más valioso y la selección española consiguió la medalla de plata. En total jugó cuatro partidos con la selección española.